# پوخوواتس
پوخوواتس (به صربی: Puhovac) یک منطقهٔ مسکونی در صربستان است که در الکساندراواک واقع شده‌است. پوخوواتس ۴۸۲ نفر جمعیت دارد.